# Jonathan Taylor Thomas
Jonathan Taylor Thomas, pseudonimo di Jonathan Taylor Weiss (Bethlehem, 8 settembre 1981), è un attore statunitense.

## Biografia

### Infanzia
Jonathan Taylor Weiss è il figlio di Claudine Gonsalver e Stephen Weiss. Ha un fratello maggiore, Joel. Nel 1986 Taylor si è trasferito con la famiglia in California, dove ancora giovanissimo è stato scelto per alcuni spot pubblicitari. I suoi genitori divorziarono quando lui aveva 10 anni.
Nel 1990 ha ottenuto il ruolo del figlio di Greg Brady, Kevin, nella miniserie The Bradys, ispirata all'omonima serie popolare degli anni settanta La famiglia Brady. Nel 1991, all'età di 10 anni, si è aggiudicato il ruolo di Randy Taylor nella popolare serie televisiva Quell'uragano di papà (Home Improvement). Ha dato la voce al giovane Simba nell'originale versione americana del film d'animazione Disney Il re leone, e nel 1996 ha interpretato Pinocchio nel film Le straordinarie avventure di Pinocchio (The Adventures of Pinocchio) di Steve Barron. È rimasto nel cast di Quell'uragano di papà negli anni della sua adolescenza, ma ha lasciato la serie nel 1998 per concentrarsi maggiormente sui suoi studi accademici.
Ha recitato nella commedia natalizia A casa per Natale, e nei film L'uomo di casa, Le avventure di Tom Sawyer e Huck Finn, Wild America (con altri giovani attori di talento quali Devon Sawa e Scott Bairstow), Walking Across Egypt, Speedway Junky, Common Ground. È stato protagonista di alcuni episodi della serie televisiva Smallville quali Il segreto di Ian e Follia. Nel 2004 è apparso anche nella sitcom 8 semplici regole prodotta dalla ABC, e nel 2005 in un episodio di Veronica Mars.

### Vita privata
Taylor ha frequentato l'Università di Harvard (nel corso del 2002), e ha trascorso il semestre primaverile del suo terzo anno all'università di St. Andrews. Successivamente si è iscritto alla "School of General Studies" della Columbia University.

## Filmografia

### Cinema
- L'uomo di casa (Man of the House), regia di James Orr (1995)
- Le avventure di Tom Sawyer e Huck Finn (Tom and Huck), regia di Peter Hewitt (1995)
- Wild America, regia di William Dear (1997)
- I Woke Up Early the Day I Died, regia di Aris Iliopulos (1998)
- A casa per Natale (I'll Be Home for Christmas), regia di Arlene Sanford (1998)
- Speedway Junky, regia di Nickolas Perry (1999)
- Walking Across Egypt, regia di Arthur Allan Seidelman (1999)
- Tilt-A-Whirl, regia di Cameron Thor - cortometraggio (2005)
- The Extra, regia di Michael Pacheco - cortometraggio (2006)

### Televisione
- ABC TGIF – serie TV (1990)
- The Bradys – serie TV, 2 episodi (1990)
- Quell'uragano di papà (Home Improvement) – serie TV, 179 episodi (1991-1998)
- Ally McBeal – serie TV, episodio 3x19 (2000)
- Common Ground – film TV (2000)
- An American Town – film TV (2001)
- Smallville – serie TV, episodi 2x09-3x09 (2002-2004)
- 8 semplici regole (8 Simple Rules) – serie TV, episodi 2x13-2x14-2x15 (2004)
- Veronica Mars – serie TV, episodio 1x18 (2005)
- L'uomo di casa (Last Man Standing) – serie TV, 4 episodi (2013-2015)

### Doppiaggio
- Il re leone (1994)
- Le straordinarie avventure di Pinocchio (The Adventures of Pinocchio) (1996)
- I Simpson (1 episodio, 2003)

## Doppiatori italiani
Nelle versioni in italiano delle opere in cui ha recitato, Jonathan Taylor Thomas è stato doppiato da:
- Stefano De Filippis in Quell'uragano di papà
- Laura Latini in L'uomo di casa
- Paola Majano in Le avventure di Tom Sawyer e Huck Finn
- Ilaria Stagni in Le straordinarie avventure di Pinocchio (Pinocchio bambino)
- Giorgio Milana in A casa per Natale
- David Chevalier in Smallville

Da doppiatore è sostituito da:
- George Castiglia in Il re leone
- Ilaria Stagni in Le straordinarie avventure di Pinocchio (Pinocchio burattino)